# Henry Gujer
Henry Gujer (La Coudre, 25 aprile 1920 – Bienne, 4 novembre 2017) è stato un cestista svizzero.

## Carriera
Con la Svizzera ha disputato i Giochi olimpici di Londra 1948 e due edizioni dei Campionati europei (1946, 1951).